# Greenwood, Delaware
Greenwood är en ort i Sussex County i delstaten Delaware, USA.